# Robert Thirsk
Robert Brent Thirsk, född 17 augusti 1953 i New Westminster, British Columbia, är en kanadensisk astronaut. Han är gift och har tre barn. 
Asteroiden 14937 Thirsk är uppkallad efter honom.

## Rymdfärder
- STS-78 1996
- Sojuz TMA-15, Expedition 20/21